# That's When I Reach for My Revolver
That's When I Reach For My Revolver è una canzone punk rock del musicista statunitense di musica elettronica Moby, cover dell'omonimo pezzo dei Mission of Burma, pubblicata il 26 agosto 1996. È arrivato al numero 50 della Official Singles Chart.
Il brano è stato oggetto di controversie. Infatti, Richard Hall ha leggermente cambiato il testo originale e questo si può notare nelle prime strofe della composizione dopo l'assolo di chitarra elettrica. In quello dei Mission of Burma fanno: "Tonight the sky is empty/But that is nothing new/Its dead eyes look upon us/And they tell me we're nothing but slaves." invece in quelle di Melville recitano "Tonight the sky is empty/But that is nothing new/Instead they look upon us/And they tell me we're nothing but slaves." Il risultato è stato un cambiamento da una dichiarazione di agnosticismo ad uno sconcertante non sequitur.
La polemica è scoppiata quando la BBC e MTV hanno chiesto a Moby di cambiare il testo della riga del titolo del brano - e così fece, ri-registrando la canzone sotto il nome di That's When I Realize It's Over. I fan della versione originale erano oltraggiati; Hall però si è difeso, dicendo di non prendere in considerazione la variazione del testo poiché non era importante. Questa dichiarazione riprende una delle massime last minute dell'album, "la libertà di parola è assoluta e inviolabile."
Il video musicale di That's When I Reach For My revolver è stato girato da Lance Bangs e mostra Moby che esegue il brano con un gruppo di ragazzi in un parcheggio di un supermercato, devastato da dei vandali.

## Il b-side
Il b-side di That's When I Reach For My Revolver è una versione industrial metal di Whip It, pezzo famoso dei Devo.

## Tracce
Tutti i brani sono stati eseguiti, prodotti, missati, composti (tranne dove indicato) da Richard Melville Hall.

### Versione standard
1. That's When I Reach for My Revolver (Clint Conley)
2. Whip It (Death Metal Version) (Gerald Casale, Mark Mothersbaugh)

### Versione 2 CD
CD 1
1. That's When I Reach for My Revolver – 3:55
2. Lovesick – 1:05
3. Displaced – 1:25
4. Sway – 6:51

CD 2
1. That's When I Reach for My Revolver (The Rollo & Sister Bliss Vocal Mix) – 10:20
2. Every One of My Problems – 3:14
3. God Moving over the Face of the Waters (Heat Mix) – 5:45
4. Dark – 4:21